# Hydrostachyaceae
Famille
Classification APG III (2009)
La famille des Hydrostachyaceae regroupe des plantes dicotylédones ; elle comprend une vingtaine d'espèces du genre Hydrostachys.
Ce sont des plantes herbacées aquatiques, annuelles ou pérennes, tubéreuses, aux feuilles submergées, des régions tempérées à tropicales, originaires d'Afrique du Sud et de Madagascar.

## Étymologie
Le nom vient du genre type Hydrostachys, dérivé du grec  ύδωρ / hydor, eau, et στάχυς / stachys, épis, littéralement « épis d’eau », en référence à une plante aquatique.

## Classification
En classification classique de Cronquist (1981), cette famille est placée parmi l'ordre des Callitrichales ou parfois parmi celui des Scrophulariales.
La classification phylogénétique situe cette famille dans l'ordre des Cornales.

## Liste des genres
Selon Angiosperm Phylogeny Website (24 juin 2010), NCBI (24 juin 2010) et DELTA Angio (24 juin 2010) :
- Hydrostachys (en) Thouars

## Liste des espèces
Selon NCBI (24 juin 2010) :
- genre Hydrostachys
  - Hydrostachys angustisecta
  - Hydrostachys imbricata
  - Hydrostachys insignis
  - Hydrostachys multifida
  - Hydrostachys plumosa
  - Hydrostachys polymorpha
  - Hydrostachys sp. 'Bremer 3089'
  - Hydrostachys sp. Hansen 1993